# ستيوارت إدوارد وايت
ستيوارت إدوارد وايت (بالإنجليزية: Stewart Edward White)‏‏ (12 مارس 1873 في غراند رابيدز - 18 سبتمبر 1946 في هيلسبورووغ، سان ماتيو، كاليفورنيا) روائي من الولايات المتحدة.

## روابط خارجية
- ستيوارت إدوارد وايت على موقع IMDb (الإنجليزية)
- ستيوارت إدوارد وايت على موقع قاعدة بيانات الفيلم (الإنجليزية)